# 李楘 (成化進士)
李楘（1443年—？），字從質，直隸河間府任丘縣人，明朝政治人物。

## 生平
成化十年（1474年）甲午科順天鄉試舉人，十四年（1478年）戊戌科三甲進士。授南直隸上海縣知縣，勤政愛民，政績卓著，因丁憂去職。當地百姓立祠祭祀，又入祀名宦祠。服闕後，升光祿寺丞，弘治五年（1492年）升光祿寺少卿。受光祿寺卿胡恭牽連被貶，調青州府同知，十一年（1498年）升萊州府知府。正德元年（1506年）以兒子李時已獲授翰林院編修，李楘上疏乞歸，特進山東布政使司右參政致仕。

## 家族
曾祖李忠。祖父李荣。父李溥，教授贈光祿寺寺丞；母劉氏。具慶下。娶邊氏。子李時，弘治十五年（1502年）壬戌科進士，嘉靖中官至吏部尚書。